# Abbekerk
Abbekerk is een plaats in de Nederlandse provincie Noord-Holland, sinds 2007 deel uitmakend van de gemeente Medemblik.
Tot 1 januari 1979 was Abbekerk een zelfstandige gemeente, waartoe ook het dorp Lambertschaag behoorde. In 1979 fuseerde de gemeente met de gemeenten Midwoud, Opperdoes, Sijbekarspel en Twisk en het dorp Hauwert (tot dan behorend tot de gemeente Nibbixwoud) tot de gemeente Noorder-Koggenland, die zelf per 1 januari 2007 fuseerde tot de gemeente Medemblik.

## Geschiedenis
Abbekerk komt als plaatsnaam voor het eerst voor in 1310 als Abbenkerke. De plaatsnaam zou ernaar verwijzen dat hier een kerk van de persoon of familie Van Abbe(n) stond.
Tussen 1402 en 1415 werd vrijwel het gehele platteland binnen de Westfriese Omringdijk verdeeld in steden. Deze 'plattelandssteden' waren vaak combinaties van dorpen die gezamenlijk stadsrechten hadden maar waarvan de samenstellende bannen een eigen bestuur hielden. Zo werd op 2 februari 1414 Abbekerk, samen met Twisk, Midwoud en Lambertschaag, door Willem VI verheven tot de stad (of stede) Abbekerk. Later zou het alleen nog volledige stadsrechten hebben met Lambertschaag, al bleven Twisk en Midwoud onder de jurisdictie van de stede Abbekerk vallen. Ook hadden de twee dorpen nog eigendomsrechten via de stede. In Abbekerk was er een "regthuys" (rechthuis) gevestigd van de stede. Dit gebouw bestaat nog steeds, alhoewel het in 1830 door een verbouwing een heel ander aanzien kreeg. In 1830 werden ook de eigendomsrechten van Twisk en Midwoud afgekocht.
De plaats is gelegen aan de Westfriese Omringdijk. Vroeger lag het aan het water, tegenwoordig aan de polder van de Wieringermeer. Het dorp Abbekerk ligt zelf niet aan de dijk, dit is het dorp Lambertschaag.
Abbekerk werd in 1969 tot groeikern aangeduid. Het werd daardoor een stuk groter dan het lange tijd was geweest. Heel lang had Abbekerk zo'n 1000 inwoners, in 1984 was dit ruim verdubbeld, tot 1993. Bij het ontstaan van Noorder-Koggenland in 1979 was Abbekerk ook de hoofdkern geworden van de gemeente, ondanks het feit dat het gemeentehuis in Midwoud was gevestigd. In de loop van de jaren 1990 werd Midwoud mede de hoofdkern om zo ook te kunnen groeien.

## Station
Met Lambertschaag deelt Abbekerk een oud stationsgebouwtje aan de lijn Hoorn-Medemblik van de toenmalige Locaalspoorwegmaatschappij Hollands Noorderkwartier. Het werd in gebruik genomen op 3 november 1887, en op 5 januari 1941 weer gesloten. Het gebouw is een laag langwerpig gebouw en groen gekleurd.

## Grasdrogerij
Verder is Abbekerk bekend van het internationaal bekende bedrijf Grasdrogerij Hartog. Het huidige bedrijf is gevestigd in de buurtschap Koppershorn, dat formeel onder het dorp Lambertschaag valt. De grasdrogerij verhuisde naar Koppershorn omdat het in Abbekerk gestarte bedrijf dermate groot was geworden dat de overlast te groot was. In 1974 werd er gestart met de bouw van het bedrijf in Koppershorn. Wil Hartog, de zoon van oprichter Jan Hartog, nam in de jaren 1980 het directeurschap op zich nadat hij zijn sportcarrière beëindigde; hij was een bekend motorcoureur en winnaar van de TT van Assen in 1977. In 2001 werd het bedrijf getroffen door een grote brand, maar al snel werd het heropgebouwd.

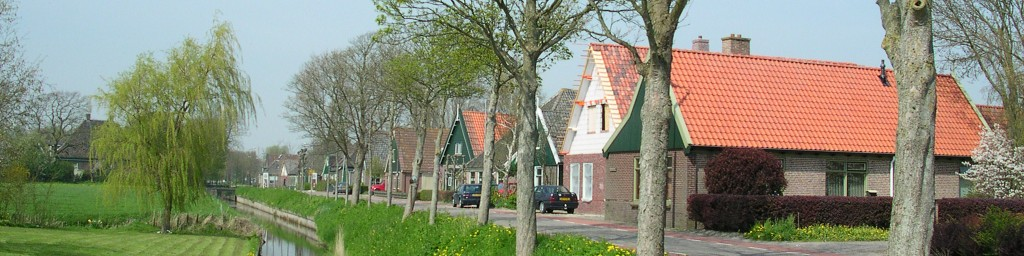
Abbekerk

## Wandeltocht
In Abbekerk bestaat een wandelsportvereniging, deze is opgericht in het jaar 1969 en draagt de naam A.W.V. Abbekerk. Er wordt in het voorjaar vanuit Abbekerk een wandeltocht georganiseerd door verschillende dorpen in de omgeving.

## Rijksmonumenten
- Lijst van rijksmonumenten in Abbekerk
  - Waaronder de Hervormde kerk aan de Dorpsstraat 42

## Geboren in Abbekerk
- Klaas Laan (1862-1932), burgemeester van Putte en Deurne en Liessel
- Wil Hartog (1948), voormalig motorcoureur
- Ruud Kool (1966), voormalig profvoetballer
- Eva Koreman (1984), dj en presentatrice